# Camel (glazbeni sastav)
Camel je engleski rock sastav iz Londona. Osnovan je 1971. godine. Grupu danas čine Andrew Latimer, Colin Bass, Guy LeBlanc, Denis Clement i Jason Hart. Sastav je cijelo vrijeme vodio osnivač Andrew Latimer. Snimili su 14 studijskih albuma, 14 singlova plus brojne kompilacije i albume uživo.

## Povijest

### 1970-te
Andrew Latimer (gitara), Andy Ward (bubnjevi) i Doug Ferguson (bas-gitara) svirali su kao trio pod imenom The Brew po okolici Guilforda, Surrey, Engleska. 20. veljače 1971. bili su na audiciji za pozadinski sastav kantautoru Phillipu Goodhand-Taitu i s njim kolovoza 1971. naslova "I Think I'll Write a Song" za DJM Records. Ovo im je bio prvi i posljednji album s Goodhand-Taitom. Unovačili su klavijaturista Petera Bardensa i nakon inicijalne gaže održane 8. listopada 1971. u Belfastu pod imenom Peter Bardens' On, promijenili su ime u Camel. Prva gaža bila je u Londonu u Waltham Forest Technical Collegeu gdje su bili pratnja Wishbone Ashu 4. prosinca 1971.

### Članovi
Današnji članovi
- Andrew Latimer – gitara, vokal, flauta, blokflauta, klavijature, bas-gitara (1971.–danas)
- Colin Bass – bas-gitara, vokal, klavijature, akutstična gitara (1979–1981, 1984.–danas)
- Guy LeBlanc – klavijature, vokal (2000.–danas)
- Denis Clement – bubnjevi, perkusije, bas-gitara(2000.–danas)
- Jason Hart – klavijature, akustična gitara, vokal (2013.-danas)

Bivši članovi
- Andy Ward – bubnjevi, perkusije (1971. – 1981.)
- Peter Bardens – klavijature, vokal (1971. – 1978.; umro 2002.)
- Doug Ferguson – bas-gitara, vokal (1971. – 1977.)
- Mel Collins – saksofon, flauta (1977. – 1979.; turneja - 1976. – 1977.)
- Richard Sinclair – bas-gitara, vokal (1977. – 1979.)
- Jan Schelhaas – klavijature (1978. – 1981.)
- Dave Sinclair – klavijature (1978. – 1979.)
- Kit Watkins – klavijature, flauta (1979. – 1981.; turneja - 1982.)
- Chris Rainbow - vokal, klavijature
- David Paton - bas, vokal
- Ton Scherpenzeel – klavijature (1984., 1991., 1999.; turneja - 2003., 2014.)
- Paul Burgess – bubnjevi, perkusije (1984. – 1992.)
- Mickey Simmonds - klavijature (1991. – 1992.)
- Dave Stewart – bubnjevi, perkusije (1997. – 2000.)

## Diskografija

### Studijski albumi
- Camel (1973.)
- Mirage (1974.) (US Billboard br.149;  13 tjedana na top-ljestvici)
- The Snow Goose (1975.) (UK br.22;  13 tjedana na top-ljestvici);  Certified Silver
- Moonmadness (1976.) (UK br.15;  6 tjedana na top-ljestvici);  Certified Silver
- Rain Dances (1977.) (UK br.20;  8 tjedana na top-ljestvici;  US Billboard br. 136)
- Breathless (1978.) (UK br.26;  1 tjedan na top-ljestvici;  US Billboard br. 134)
- I Can See Your House from Here (1979.) (UK br.45;  3 tjedana na top-ljestvici;  US Billboard br. 208)
- Nude (1981.) (UK br.34;  7 tjedana na top-ljestvici)
- The Single Factor (1982.) (UK br.57;  5 tjedana na top-ljestvici)
- Stationary Traveller (1984.) (UK br.57;  4 tjedna na top-ljestvici)
- Dust and Dreams (1991.)
- Harbour of Tears (1996.)
- Rajaz (1999.)
- A Nod and a Wink[2] (2002.)

### Ponovo snimljeni
- The Snow Goose (2013.) prošireno resnimanje albuma iz 1975. Pored showa održanih 2000-ih Camel je snimio prošireno izdanje albuma iz 1975. i objavio ga 4. studenoga 2013.[3]

### Albumi uživo
- Greasy Truckers Live at Dingwalls Dance Hall (1974.) (Camel + razni umjetnici. Sadrži 19-minutnu verziju Camelove 'God of Light Revisited')
- A Live Record (1978) (uživo, različita mjesta održavanja 1974., 1975., 1977.)
- Pressure Points: Live in Concert (1984) (uživo, 11. svibnja 1984., Hammersmith Odeon, London, UK)
- On the Road 1972 (1992.) (uživo, nije specificirano mjesto održavanja svirke)
- Never Let Go (1993.) (uživo, 5. rujna 1992., Enschede, Nizozemska)
- On the Road 1982 (1994.) (uživo, nizozemski radio, 13. lipnja 1982., Congresgebouw, Den Haag, Nizozemska)
- On the Road 1981 (1997.) (uživo, radio BBC, 2. travnja 1981., Hammersmith Odeon, London, UK)
- Coming of Age (1998.) (uživo, 13. ožujka 1997., Billboard, Los Angeles, SAD)
- Gods of Light '73-'75 (2000.) (uživo, različita mjesta održavanja )
- The Paris Collection (2001.) (uživo, 30. rujna 2000., Bataclan-Club, Pariz, Francuska). Napomena: na CD-u krivo piše da je koncert održan 30. listopada

### Kompilacijski albumi
- Chameleon - The Best Of Camel (1981.)
- The Collection (1985.)
- A Compact Compilation (1986.)
- Landscapes (1991.)
- Echoes: The Retrospective (1993.)
- Camel – Master Series (25th Anniversary Compilation) (1997.)
- Lunar Sea (2001.)
- Rainbow's End: An Anthology 1973-1985 (2010.)

### Singlovi
- "Never Let Go" / "Curiosity" (1973.)
- "Flight of the Snow Goose" / "Rhayader" (1975.)
- "The Snow Goose" / "Freefall" (1975.)
- "Another Night" / "Lunar Sea" (uživo) (1976.)
- "Highways of the Sun" / "Tell Me" (1977.)
- "Breathless (Sin Respiracion)" / "Rainbows End" (1978.) (španjolski)
- "Your Love is Stranger Then Mine" / "Neon Magic" (1979.)
- "Remote Romance" / "Rainbows End" / "Tell Me" (1979.)
- "Lies" / "Changing Places" (1981.) (nizozemski)
- "No Easy Answer" / "Heroes" (1982.) (kanadski)
- "Selva" (nizozemski) (1982.)
- "Long Goodbyes" / "Metrognome" (1984.) (njemački)
- "Cloak And Dagger Man" / "Pressure Points" (1984.)
- "Berlin Occidental" (1984.) (Zapadni Berlin) stereo verzija / mono verzija (meksički)

### DVDs
- Coming Of Age (2002.) (uživo, 13. ožujka 1997, Billboard, Los Angeles, SAD)
- Pressure Points (2003.) (uživo, 11. svibnja 1984., Hammersmith Odeon, London, UK)
- Curriculum Vitae (2003.)
- Footage (2004.)
- Footage II (2005.)
- Total Pressure (2007.) (cijela verzija koncerta Pressure Points)
- Moondances (2007.) (uživo, 14. travnja 1976., Hammersmith Odeon, London, UK i 22. rujna 1977., Hippodrome, Golders Green, London, UK)
- The Opening Farewell (2010.) (uživo, 26. lipnja 2003., The Catalyst, Santa Cruz, SAD)
- In From The Cold (2014.) (uživo, 28. listopada 2013., Barbican Centre, London, UK)

## Vanjske poveznice
- Camel Productions, službeni website
- Diskografija na Discogs
- Izvedbe